# Дмитриевка (Лискинский район)
Дмитриевка — село в Лискинском районе Воронежской области.
Входит в состав Почепского сельского поселения.

## География

### Улицы
- ул. Огородная
- ул. Октябрьская
- ул. Юбилейная